# サルーキ
サルーキ（英語: saluki）は狩猟犬の一犬種。飼育犬中でおそらく最も古い犬種として知られ、純血種としてその歴史はおよそ7000年溯ることが出来る。イラクの古代遺跡であるテペ・ガウラに残る彫刻のサルーキが最も古い記録とされている。サイエンス誌の2004年5月21日号に、DNA鑑定の結果サルーキが最も早くオオカミから別れた犬種の一つであると確認されたという論文が掲載された。
容姿の美しさ、スピード、忍耐力において広く賞賛され、サハラ砂漠からカスピ海まで、数千年の間砂漠の遊牧民とともに中東全域を旅した歴史がある。その結果様々な色の被毛を持ったサルーキが中東全域で見られることとなった。外観は、アフリカ原産のアザワクやモロッコ原産のスルーギに似ており、エジプト王家の犬 (Royal dog of Egypt) として知られていた。スルーギが独立犬種として公認されるまでは、イギリスやヨーロッパ諸国ではスルーギと交配されることが普通に行われていた。
サルーキは美しさとスピードを追求して改良繁殖されたサイトハウンド（視覚ハウンド、視覚が優れた狩猟犬）として知られる。全犬種中最速であると一般的に思われているグレイハウンドが時速72kmであるのに対し、サルーキはさらに速く時速77kmの最高速度で走ることが出来ると言われている。グレイハウンドのドッグレースで使用する電動ネズミ（これを追いかけさせることにより、レースを行う）にサルーキが関心を示さないこともあって、実際に競争させるのは困難なためサルーキの方が速いと証明されているわけではない。しかし本犬種がもともと時速70km以上で走るガゼルを狩る目的に使われたことから、この意見は正しいといえるかも知れない。

## 説明

### 外観
- 体格 - 十分に広い背、僅かに弓なりの細く筋肉質の腰
- 体重 - 指定なし
- 体高 - 57-71cm（メスはやや小柄）
- 被毛 - 滑らかで柔らかいく絹のような手触り、脚、腿後部、肩の羽根状の飾り毛
- 毛色 - ホワイト、クリーム、フォーン、ゴールド、レッド、トライカラー（ホワイト、ブラック、タン）、ブラック・アンド・タン、およびこれらの色のコンビネーション
- 頭部 - 長く狭い、浅いストップ
- 歯 - 力強い、レベルバイト
- 眼 - 適度に離れている、大きく楕円形
- 耳 - 長い、自由に動く
- 尾 - 長い、低く保持される、自然なカーブ、羽根飾り状の絹のような長い被毛
- 脚 - 適度な長さ、長いつま先、直線的で長い（前脚）、弓形で外に広がっていない（後脚）
- 寿命 - 12から14年

FCIスタンダードより抜粋抄訳

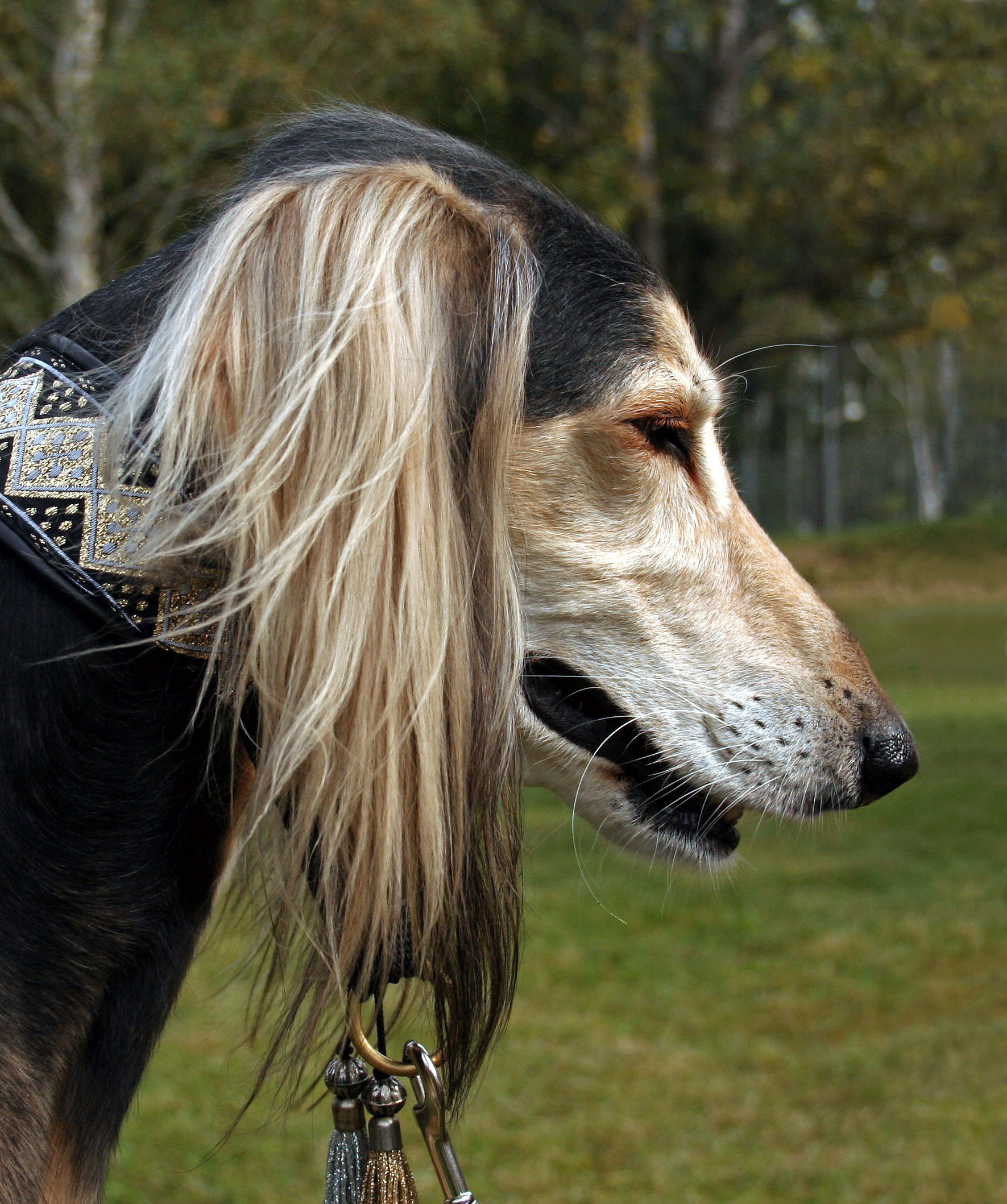
スムース（頭部）、フェザード（耳）

全体的に優美でバランスが取れており、優れた身体能力を感じさせる。サルーキは「サイト（視覚）」ハウンドに分類され、それは獲物を発見、追跡し、捕らえて飼い主のところに運んできたり、見張りを行う能力があることを意味する。非常に狩猟に有能であるという外観をしている。サルーキが狩猟をしているときに見られる強い狩猟欲求、獲物を狩り立てる本能、集中力はとても印象的なものであるが、その一方でドッグショーの場ではそのような印象は与えることはない。
サルーキは遺伝子にスムース（直毛の短毛）とフェザード（羽根飾りのような長毛）の二種類の被毛タイプを有する。スムースは身体全体を覆い、耳、背中、脚、尾はフェザードである。フェザードの長さや密度には個体差があるが、ショードッグとしてもペナルティの対象にはならない。フェザードがない個体も認められている。

### 性質
優れたサルーキは狩猟犬としての能力を保ってはいるが、その外見上はまったく異なって見えるかも知れない。学習能力は高いが単純な反復訓練には飽きやすいため、トレーニングには短時間に様々なバラエティを取り入れる必要がある。敏感かつ知的であり、力ずくあるいは手荒く訓練してはならない。
サルーキには定期的な訓練が必要であるが屋内でも静かに訓練することが可能である。普段はおとなしく理由もなく吠えたりすることはないが、不満を感じたとき、長い間飼育者やその家族と離れていたときなどには、震えるような高音で「歌う」。この「歌」は家族（群れ）のきずなを求めるときに使われるものであり、訓練次第で「歌」を教えることができる。サルーキは子供ともよい関係を築きその守護者となることもできるが、飼育者はこの犬種がもの静かな時間を必要とすることを理解しなければならない。
全米獣医師学会によれば、散歩の際にリード（繋ぎ紐）が必須とされている。サルーキの歴史は7000年に渡る古代遺産ともいえるようなサイトハウンドで、強い狩猟本能を持っているためである。しかしながらこのことは他の小型犬、猫などの小さなペットとともに過ごせないということを意味しているわけではない。よく訓練され、穏和なサルーキは様々なペットとともに家族として暮らすことができる。また、サルーキは跳躍力に優れているため、アメリカのサルーキのクラブである「The Saluki Club of America」では、少なくとも1.5m以上のフェンスで庭を囲むことを推奨している。

## 健康
サルーキは非常に頑健な犬種である。気をつけなければならないことは、非常に身体が細いため麻酔薬に対して敏感なことくらいである。

## 歴史

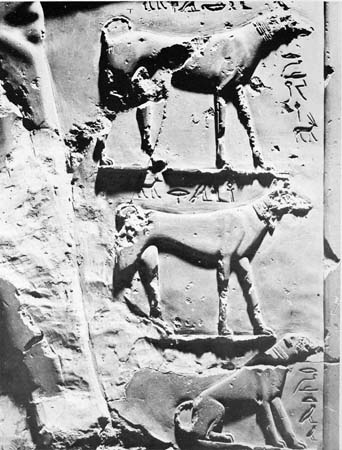
古代エジプトの遺跡のレリーフ

「サルーキ (saluki)」という名前は古代アラビアの都市である「サルク (Saluq)」からきており、群れで狩りをする俊敏な狩猟犬として使役されてきた歴史を持つ。獲物の居場所を突き止める役割のハヤブサとともに狩りを行うこともあった。古代に埋葬されたサルーキを紀元前2100年頃のエジプトの墳墓で見ることが出来る。この犬は非常に尊重されていたため、ファラオのようにミイラにされることさえあった。他にも多くのサルーキがナイル川上流域の古代墳墓から発見されている。
イスラム教においてサルーキも含め全ての犬は不浄な生物とみなされるが、サルーキは人々の必要と喜びのために神が授けた贈り物であるとして特別な扱いを受ける。ベドウィンはその美しさと狩猟犬としての能力を落とさないように大切に飼育繁殖をしている。日中の暑さや夜の寒さを避けるために飼い主とともにテントで眠ることさえある。
サルーキが最初にイギリスに持ち込まれたのは1840年のことである。しかし、1895年に初代アマースト男爵の娘、フロレンス・アマースト (the Hon. Florence Amherst) がトランス・ヨルダンのアブドゥッラー王子の犬舎から最初のアラビアサルーキを輸入するまで注目されなかった。当時アブドゥッラーが飼育していたサルーキは、シリアのクルド人居住地域に起源があったと考えられている。
アメリカにおいては、サルーキはバセンジーやポデンコ・ポルトゥゲスなどの希少犬種と同じように、少数ながら純血種としての繁殖が行われていた。現在アメリカ国内で見られるサルーキは100年ほど前に少数導入された犬の子孫であり、慎重に近親交配が繰り返されてきた。しかしながら近親交配とはいえ、最初期にアメリカに輸入されたサルーキは広大な地域の中東全域各地を起源とするもので、狭く限られた地域が起源であるほかの純血種犬とは異なる。サルーキは純血犬種の中でも大きな遺伝子プールを持っているといえる。近年アメリカンケネルクラブでは、DNA ベースをより広めることを目的に、資格を持った検査官の検査を受けたサルーキを登録することとしている。

## 有名なサルーキ
- イリノイ州の南イリノイ大学スポーツ・チームのマスコットで、これにちなんでイリノイ州で運用されているアムトラックの列車には「サルーキ」と名付けられているものがあり（en:Illini and Saluki、シカゴ - カーボンデール (イリノイ州)間で運転）、犬にちなんで命名された最初のアムトラックの列車である
- テネシー州メンフィスのサウスウェスト・テネシー・コミュニティ・カレッジのマスコット
- イリノイ州ブリッジポートのレッド・ヒル高校のマスコット
- アルベルト・ジャコメッティの彫刻作品「Dog (1951)」のモデル[5]
- 2005年に公開された映画『キングダム・オブ・ヘブン』の Sidi は、サルーキのミックス犬
- 日本の漫画銀牙 -流れ星 銀-シリーズのクロス、譲二[6]
- 『オリバー ニューヨーク子猫ものがたり』のリタ

## サルーキのカラーバリエーション

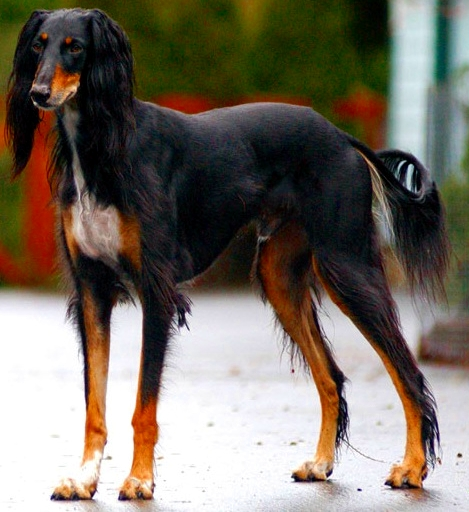
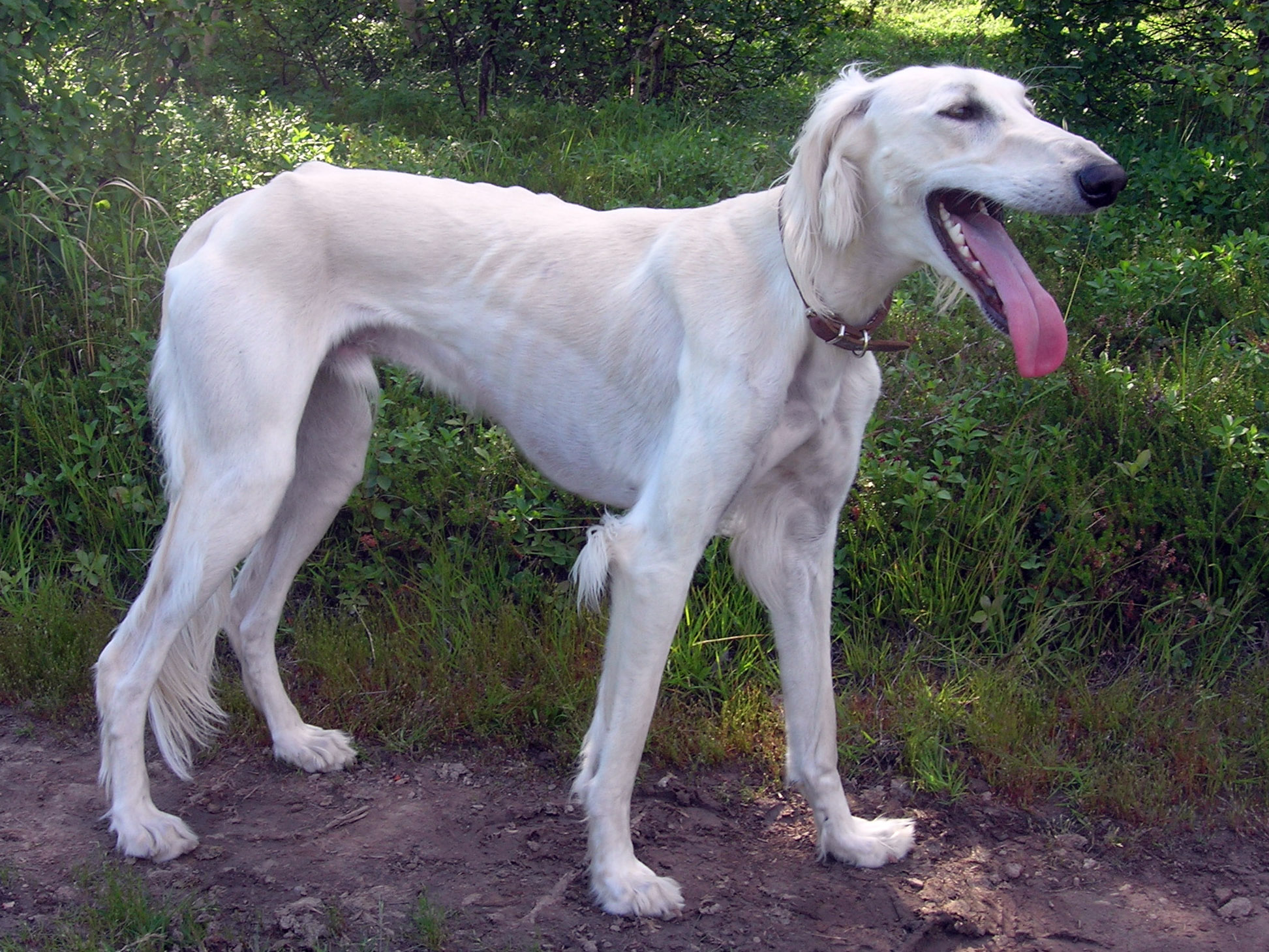
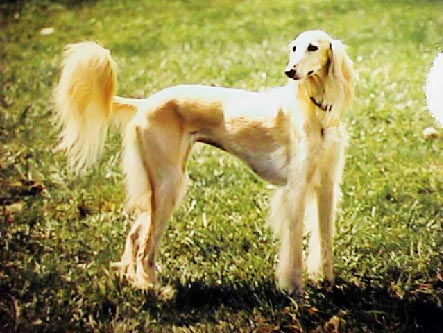
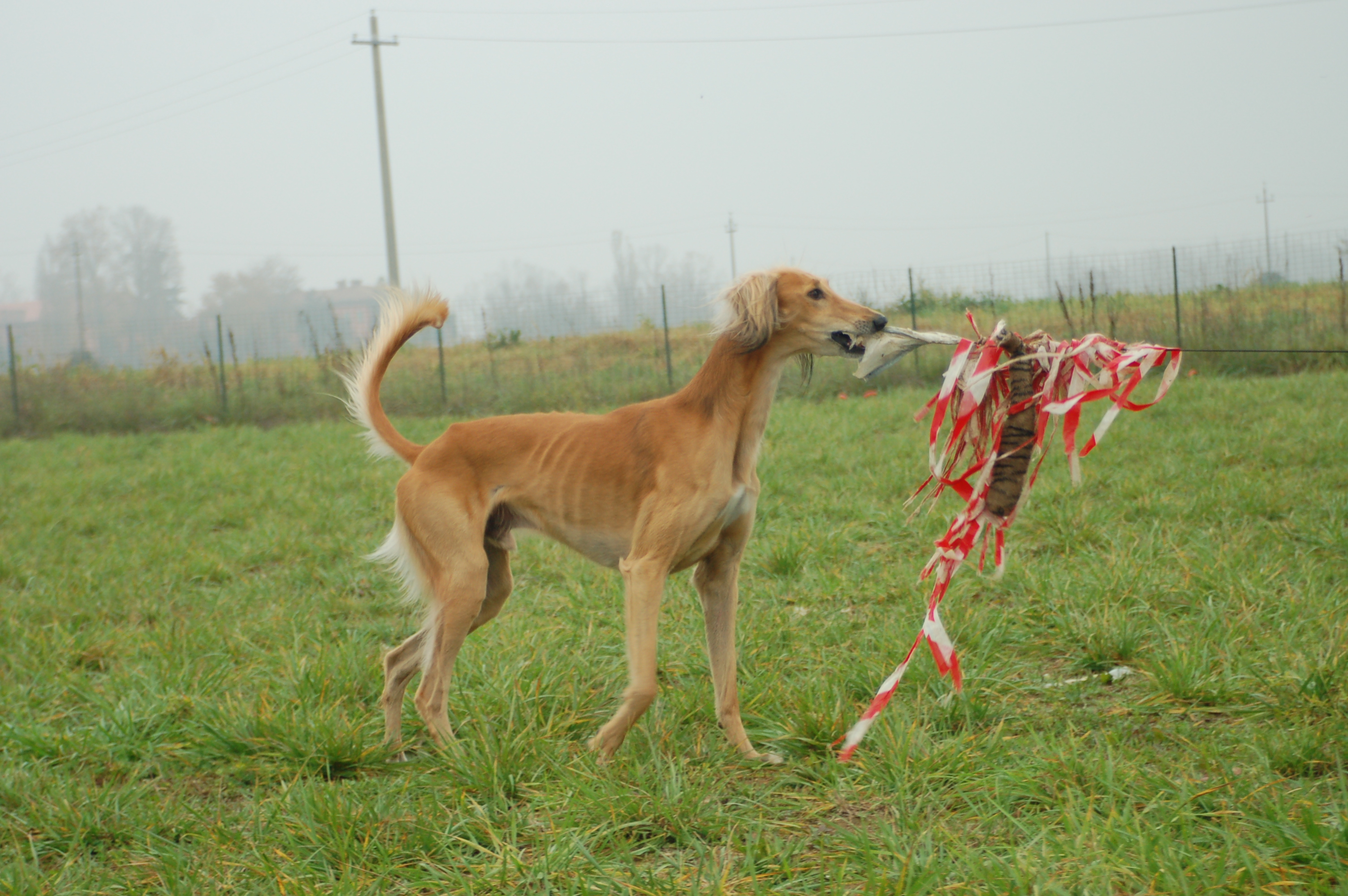